# Geryichthys sterbai
Geryichthys sterbai es una especie de peces de la familia Crenuchidae en el orden de los Characiformes, es la única especie del género Geryichthys.

## Morfología
Los machos pueden llegar alcanzar los 3 cm de longitud total.

## Hábitat
Vive en zonas de clima tropical

## Distribución geográfica
Se encuentran en Sudamérica:  cuenca del río Amazonas en la región de Iquitos y en la cuenca del río Ucayali (Perú ).